# 釈名
『釈名』(釋名、しゃくみょう)とは後漢末の劉熙が著した辞典。全8巻。
その形式は『爾雅』に似ているが、類語を集めたものではない。声訓を用いた説明を採用しているところに特徴がある。

## 成立
著者の劉熙については、北海出身の学者で、後漢の末ごろに交州にいたということのほかはほとんど不明である。『隋書』経籍志には、劉熙の著作として『釈名』のほかに『諡法』および『孟子』の注を載せている。
『釈名』の成立年代は不明だが、273年に韋昭が投獄されたときの上表文に「又見劉熙所作釈名」とある。畢沅は、釈州国篇の地名に建安年間以降のものがあることなどから、後漢末から魏のはじめにかけての著作としている。銭大昕は三国時代の作とする説に反対して後漢末の作とする。
なお、『後漢書』には劉珍の著書にも『釈名』があったことを記すが、劉熙とは時代が異なり、どういう関係にあるのか不明である。

## 構成・内容
『釈名』は単語を内容によって釈天、釈地、釈山、釈水、釈丘、釈道、釈州国、釈形体、釈姿容、釈長幼、釈親属、釈言語、釈飲食、釈綵帛、釈首飾、釈衣服、釈宮室、釈床帳、釈書契、釈典芸、釈用器、釈楽器、釈兵、釈車、釈船、釈疾病、釈喪制の27篇に分けている。
各項目は単語を類似の音の字によって解釈し（これを声訓と呼ぶ）、その後ろに補足説明を加える、という形式になっている。たとえば釈天篇の「日」と「月」の項目は、
- 日、実也。光明盛実也。
- 月、闕也。満則闕也。

のように、「日（ジツ）」を「実（ジツ、ただし中国語では頭子音が異なる）」で、「月（ゲツ）」を「闕（ケツ）」で解釈している。実際には『説文解字』でもまったく同じ説明をしており、劉熙が必ずしも思いつきで解釈を加えたわけではない。
同じ釈天篇の
- 歳、越也。越故限也。

では、「歳（サイ）」と「越（エツ）」で音が似ていないように見えるが、劉熙の時代には音が近かっただろうと推測することができ、ある程度『釈名』を後漢代の音韻を推定するための資料として使うことができる。
実際にはもっと複雑な例もある。釈天篇冒頭の「天」の項目は以下のようになっており、
- 天、豫・司・兗・冀以舌腹言之。天、顕也。在上高顕也。青・徐以舌頭言之。天、坦也。坦然高而遠也。(後略)

方言による「天」の発音の違いを説明し、現在の河南省・陝西省・山西省・河北省の周辺では「顕」、山東省の周辺では「坦」のように発音すると記述している。
また、釈車篇の「車」の項目では
- 車、古者曰車声如「居」。言行所以居人也。今曰車声近「舎」。車、舎也。行者所処若居舎也[8]。

とあり、昔と今で「車」の音が異なっていたとして、それぞれについて解釈を行っている。

## テキスト・注釈
『釈名』には古いテキストが存在しない。最古のテキストは明の嘉靖3年（1524年）刊本で、四部叢刊本はこの本の景印であるが、誤りが多い。清以来、校勘と注釈の作業が行われ、その代表的なものに王先謙『釈名疏証補』（1895年）がある。

## 影響
貝原益軒『日本釈名』は、日本語の単語の語源について考察した書物で、『釈名』から名をとっている。